# Pachydema carthaginensis
Pachydema carthaginensis är en skalbaggsart som beskrevs av Jules Pièrre Rambur 1843. Pachydema carthaginensis ingår i släktet Pachydema och familjen Melolonthidae. Inga underarter finns listade i Catalogue of Life.